# ريجنالد إل. جونز
ريجنالد إل. جونز (بالإنجليزية: Reginald L. Jones)‏ هو عالم نفس أمريكي، ولد في 21 يناير 1931 في كليرواتر في الولايات المتحدة، وتوفي في 24 سبتمبر 2005 في هامبتون في الولايات المتحدة.